# Cirena
Cirena ili Kirena (grč. Κυρήνη, Kyrēnē), starogrčka kolonija na afričkoj obali Sredozemlja. Njezini ostatci nalaze se u mjestu Šahhat, u dolini planine Džebel Ahdar, oko 15 km istočno od grada Al Bajda (Libija). Ime joj potječe od rijeke Kire koju su Stari Grci posvetili Apolonu koji je prema mitu bio zaljubljen u nimfu Kurinu koju je tu zatočio. Prema njoj se cijela Libija nekoć zvala Cyrenaica, što je naziv i današnje libijske istočne pokrajine Cirenaike. U njoj je Sokratov učenik Aristip u 3. stoljeću pr. Kr. osnovao tzv. Cirensku školu filozofije. Zbog toga su je zvali »Afrička Atena«.
Upisana je 1982. godine UNESCO-ov popis mjesta svjetske baštine u Africi kao najstariji od pet starogrčkih gradova u ovom području, a koji je bio zatrpan potresom više od 1500 godina. Cirena je upisana i na popis ugroženih mjesta svjetske baštine zbog Libijskoga građanskog rata, prisutnosti naoružanih skupina, već načinjene i mogućih budućih oštećenja lokaliteta.

## Povijest
Cirena je bila kolonija koju su oko 630. pr. Kr. osnovali Grci s otoka There (Santorini). Detalje o osnutku grada opisao je Herodot u IV. knjizi Povijesti, gdje spominje kako su stanovnici grada 440. pr. Kr. iskoristili sukob njihovoga kralja Aristotela (kasnije poznatog kao Battus) koji se sukobio s Perzijancima, kako bi u gradu ustanovili demokraciju. Sljedećih godina grad je doživio veliki kulturni procvat.
Cirena je ipak u 4. stoljeću pr. Kr. postala dio Ptolomejskog egipatskog kraljevstva, a kasnije Rimskog Carstva. U Cireni je rođen Eratosten i velik broj filozofa od kojih su najpoznatiji Kalimah, Karnead, Aristip, Teodor i Arete. Glavna sirovina koju je Cirena izvozila bila je danas izumrla biljka Silphium koja se koristila kao začin, ali i u medicini. Bila je toliko važna za gospodarstvo grada da je bila i na cirenskom novcu. 
Stanovništvo Cirene se u vrijeme rimskog vladara Sule (85. pr. Kr.) dijelilo na četiri klase: građani, seljaci, stranci i Židovi. To znamo po tome što je Sula bio primoran poslati svog generala Lukula da obustavi pobunu Židova. God. 74. pr. Kr. Cirena je postala rimskom provincijom, a Židovi koji su imali jednaka prava počeli su predstavljati opasnost po autohtone Grke. Kulturni sukobi su erumpirali pobunom cirenskih Židova 117. godine, za vladavine Trajana. Pobunu je ugušio Marcije Turbon, ali tek nakon što je ubijeno oko 200.000 cirenskih Grka i Rimljana.
Cirena se spominje i u Novom zavjetu, prvi put kad Šimun Cirenac pomaže Isusu nositi križ (Evanđelje po Marku, 15:21), te u Djelima apostolskim (6:9, 11:20, 13:1).
Cirenska luka Appolonia (Marsa Susa), iako nikada važna i velika poput onih u Kartagi i Aleksandriji, imala je veliku važnost sve do potresa 365. godine. Cirena se nikada nije oporavila od ove depopulacije. Episkop Sinesije Cirenski je opisao grad u sljedećem stoljeću kao ruševinu u kojoj prespavaju nomadi.
Cirena je danas važno arheološko nalazište u kojemu je talijanski arheološki tim sa Sveučilišta u Urbinu pronašao 76 netaknutih rimskih skulptura iz 2. stoljeća. Bile su stoljećima zatrpane zidom hrama koji se srušio tijekom potresa 375. godine.

## Znamenitosti
Jedan od najznačajnijih spomenika Cirene je na sjeveru grada, Apolonov hram iz 7. stoljeća pr. Kr. Oko njega je vremenom nastalo Apolonovo svetište u kojemu se nalazi i slavna česma koju su opjevali Pindar, Herodot i Kalimah; nadalje, tu su Artemidin hram (7. – 6. stoljeće pr. Kr.) i sacelle (kapelice) Perzefone, Hada i Hekata, votivni spomenici i riznica, te djelomično iskopani Zeusov hram (koji je po naredbi Gaddafija isuviše žurno iskapan, te je oštećen u ljeto 1978. godine). 
Rimljani su dovršili svetište, i dodali neke građevine od kojih su najljepše Trajanove terme iz 2. stoljeća. Grčko kazalište Rimljani su pretvorili u amfiteatar.
500 metara jugoistočno od svetišta nalazi se grčka agora i rimski forum, koji su bili svjetovna središta. Karakteristični su koegzistirajući oblici i rimske i grčke urbanizacije okružene masivnim građevinama kao što su grčka vijećnica Bouleuterion i rimska uprava -Kapitolij, te dva Nomophylakiona (javni arhiv) koji okružuju Herou (javni oltar heroju) Battusa.
Također, od Cirene do njezine luke Appolonije proteže se nekropola na oko 10 km².
- Apolonov hram
- Spomenik pomorske pobjede u obliku Nike na pramcu u središtu Agore[4]
- Veliki gimnazij
- Zeusov hram
- Trajanove terme

## Vanjske poveznice
- Stranica arheologa koji istražuju lokalitet (engl.)
- Fotografije i info o Cireni